# DTT i Danmark
DTT i Danmark vedrører fjernsyn formidlet digitalt via det digitale jordbaserede sendenet på fjernsynskanal-frekvenserne i Danmark.
Vil man sikre sig at udstyret er parat til status på det Danske terrestrielle net anno 2012, skal man sikre sig at det indkøbte udstyr som minimum har følgende specifikationer: DVB-T2, MPEG-4, HE-AAC & CI+.
Derudover vil man kunne drage fordel af at udstyret, i forbindelse med de interaktive muligheder, overholder specifikationerne for "NorDig" og "NorDig-PVR" (i forbindelse med PVR modtagere).

## Mulige tv-forstyrrelser
Kanal 61-69 bliver anvendt til 800MHz-bredbånd (4G), hvilket kan give tv-forstyrrelser på udstyr, som ikke er robust overfor 800MHz-bredbånd.
Efter juni 2020 bliver kanal 49-60 anvendt til 700MHz-bredbånd (5G), hvilket kan give tv-forstyrrelser på udstyr, som ikke er robust overfor 700MHz-bredbånd.
Hvis man bliver ramt af forstyrrelser, kan man isætte 5G-filter (LTE700-filter) lige efter UHF-radioantennen, men foran antenneforstærker, hvis antenne og/eller antenneforstærker ikke er LTE700 mærket.

### Krav til en god DTT-tuner
Omkring 1. juni 2012 kom der udmelding fra Erhvervsstyrelsen om, hvilke krav man skal stille til en DTT-modtager (DVB-T og DVT-T2) for, at man kan kalde den god.

 
Erhvervsstyrelsen tager udgangspunkt i ECC report 148 (Measurements on the performance of DVB-T receivers in the presence of interference from the mobile service (especially from LTE)).

Ovenstående (1. juli 2020 anbefaling) bør man stille som krav til forretningen ved køb. "Fra nu og til 30. juni 2020"-anbefalingen, er blot overgangskrav, som bliver forældede 1. juli 2020.
Kravene er ingen garanti mod 800MHz-bredbåndsforstyrrelser, men kravene minsker muligheden.

## Frekvenser
Frekvenser og evt. kanalindhold kan findes på følgende sider:
- Dansk DVB-T2 dækning og kanaler MUX1: Information om alle MUX inkl. MUX1 - sidste sides info er den aktuelle.[6]
- Boxer TV i Danmark MUX2-MUX5: Information om Boxers sendere.[7][6]

Udenlandske kanaler som visse steder i Danmark kan modtages:
- Svensk DVB-T sendes over i alt 7 MUX kanaler. Kun nogle af kanalerne er ikke-betalingskanaler: teracom.se: Frekvenstabeller Arkiveret 29. februar 2020 hos  Wayback Machine
  - Kanalerne der sendes – både "gratis" og betalingskanaler: svt.se: Från 3 till 10 fri-tv-kanaler
- Tysk DVB-T: dvb-t-nord.de: vb-t-nord.de: Das Überallfernsehen Norddeutschlands – Alle Regionen für Norddeutschland

Alle kanaler; fx i Danmark:
- fmscan.org

## Historisk
Da de analoge antenne-signaler i Danmark lukkede natten til 1. november 2009 skulle alle, der modtog tv via antenne – men kun disse – have en digital modtager kompatibel med DVB-T-standarden for fortsat at kunne se dansk tv. Overgangen pr. 1. november 2009 fra analogt til digitalt tv vedrørte kun tv udsendt fra jordbaserede tv-sendere til almindelige tv-antenner. Kabel-tv og satellit-tv, der længe forinden havde benyttet sig af digitale transmissioner, var ikke berørt heraf og sendte fortsat både analoge og digitale signaler efter denne dato. 
Samlet rådede Danmark over frekvenssæt til otte digitale TV multiplex. MUX1 og MUX2 drives af DIGI-TV, mens MUX3-MUX6 drives af den kommercielle udbyder Boxer TV. MUX7 kan ikke anvendes, da frekvenserne i stedet er overgået til mobilt bredbånd. Tilbage er MUX8, som på nuværende tidspunkt ikke er i brug. 
Fra 2006 til november 2009 valgte man, for at lette overgangen og for at gøre DR2 landsdækkende, at sende DR1 & DR2 både analogt og digitalt. DR1 og DR2 sendtes fra MUX1, hvortil man benyttede kompressionsstandarden MPEG-2.
Fra november 2009 blev der mange flere digitale tv-kanaler tilgængelig via antenne, idet der pr. 1. november 2009 åbnedes yderligere 5 nye MUX. MUX1 og den nye MUX2 sender ukodet, mens modtagelse af programmer fra de MUX3-MUX6 er kodede betalingskanaler. Digi-tv varetager de to ukodede MUX, mens Boxer-tv vandt licitationen til at blive gatekeeper og indholdsleverandør på de 4 kodede MUX, dog med det forbehold, at MUX6 i det første år var reserveret til forsøgs- og forskningsformål.
Hidtil havde man sendt med kompressionsstandarden MPEG-2 i MUX 1, men fra november 2009 startede man i forbindelse med MUX2-6 med at benytte den mere effektive MPEG-4 kompression. Samtidig begyndte man også at sende HDTV (DR HD). Det betød at folk med eksisterende modtager udstyr der kun kunne modtage MPEG-2 og SD måtte anskaffe sig udstyr der var MPEG-4 og HD kompatibelt, for at kunne se de nye MPEG-4 SDTV og HDTV kanaler på det terrestrielle net. Den 11. januar 2012 overgik MUX1 også til MPEG-4 kompression, hvorefter der ikke længere vil være nogen MPEG-2 transmission på det danske digitale jordbaserede tv-sendenet (DTT).
1. april 2012 skiftede det Boxer administrerede MUX5-6 fra DVB-T til DVB-T2 transmission i forbindelse med at sikre plads til bl.a TV2 i HD opløsning på det terrestrielle net. Denne ændring vedrører således kun TV-seere der vil se betalings TV fra MUX5-6 og TV2 i HD kvalitet via det terrestrielle net.
Den 2. juni 2020 (mellem kl.00-14) blev det sidste offentlige DVB-T omlagt til DVB-T2.
Den sidste del af en langstrakt fjernsynskanalomlægning blev tilendebragt 16. juni 2020. Formålet er at frigive UHF-kanalerne 49-60 (700MHz-båndet). Konsekvensen er man går fra 6 MUX til 5 MUX (færre mulige tv-kanaler). (men svenskerne har stadig plads til 6 MUX på kanalerne 21-48)